# 邕剧
邕剧，中国戏曲剧种之一，因盛行于南宁（故称邕州）地区而得名。邕剧肇始于明代，于清代兴盛，流行地域包含广西南宁市、崇左市、百色市、来宾市、贵港市、防城港市以及云南省的富宁县、河口县等地。目前，邕剧已经衰微，演出停滞。
2008年，邕剧被列入第二批国家级非物质文化遗产保护名录。南宁邕剧入选国家非物质文化遗产 （页面存档备份，存于）